# Nilson Klava
Francenilson Paulo Klava, mais conhecido como Nilson Klava (Apucarana, 3 de dezembro de 1995), é um jornalista brasileiro. É formado em jornalismo pela Pontifícia Universidade Católica do Rio de Janeiro (PUC-Rio). Ficou conhecido por ser o mais jovem repórter contratado da TV Globo.
Nilson Klava atua como correspondente internacional da TV Globo e da GloboNews.

## Carreira
De ascendência letã, Nilson Klava atua na GloboNews desde 2016. Cobre assuntos de política em Brasília. Estudou jornalismo na Pontifícia Universidade Católica do Rio de Janeiro (PUC-Rio). Para o canal a cabo, realizou matérias sobre o processo de impeachment da ex-presidente Dilma Rousseff. Participou ativamente das votações das denúncias contra o presidente Michel Temer pela Câmara dos Deputados e das votações das reformas da previdência e trabalhista pelo Congresso Nacional. Em março de 2018, fez sua estreia no programa Fantástico da TV Globo, sendo o mais jovem jornalista a ocupar o cargo.
Em 2023, Nilson Klava apresentou interinamente o Jornal das Dez da GloboNews, cobrindo a licença-maternidade da titular Aline Midlej. Em março de 2024, com o anúncio da saída de Tiago Eltz do cargo de âncora do Globo News Em Ponto, Klava foi efetivado como novo titular ao lado de Mônica Waldvogel em 1º de abril.
Em julho de 2023, estreou como apresentador eventual do Jornal Hoje. Entre abril de 2024 a julho de 2025, atuou como comentarista de política e economia no mesmo telejornal.
Klava deixaria a apresentação do GloboNews Em Ponto e o bloco de política e economia, além da apresentação eventual do Jornal Hoje em julho de 2025 quando passou a assumir o cargo de correspondente internacional da TV Globo nos Estados Unidos.

## Vid a pessoal
Nilson Klava nasceu em 3 de dezembro de 1995 em Apucarana, interior do Paraná. Desde 2022, é casado com a jornalista Gabriela Scalabrini Matte, filha dos também jornalistas Isabela Scalabrini e Marcelo Matte.
Klava é torcedor do clube Palmeiras.